# Włoszakowice (stacja kolejowa)
Włoszakowice – stacja kolejowa we Włoszakowicach, w województwie wielkopolskim, w Polsce.  Według klasyfikacji PKP ma kategorię dworca lokalnego. Położony jest na kolejowej trasie Leszno – Zbąszynek. Wykorzystywana jako stacja dla przewozów pasażerskich oraz towarowych. Budynek w stanie dobrym. Pozostałe budynki nie są już od dawna użytkowane.

## Ruch pasażerski
| Rok  | Wymiana pasażerska na dobę |
| ---- | -------------------------- |
| 2017 | 100-149                    |
| 2022 | 200-299                    |